# Bromus turcomanicus
Bromus turcomanicus là một loài thực vật có hoa trong họ Hòa thảo. Loài này được H.Scholz mô tả khoa học đầu tiên năm 1998.